# EHF Hall of Fame
La EHF Hall of Fame è la hall of Fame che raccoglie i più grandi giocatori e allenatori della pallamano europea, gestita dalla European Handball Federation (EHF).
È stata inaugurata nel 2023 a Vienna in concomitanza con il 30º anniversario dalla nascita dell'EHF e premia "per le loro eccezionali prestazioni dentro e fuori dal campo e per il loro contributo complessivo alla pallamano europea."

## Membri

### Giocatrici
| Anno | Nome                    | Nazione            | Ruolo            |
| ---- | ----------------------- | ------------------ | ---------------- |
| 2023 | Maja Savić              | Montenegro         | Ala sinistra     |
| 2023 | Petra Cumplava          | Rep. Ceca          | Ala sinistra     |
| 2023 | Christina Roslyng       | Danimarca          | Ala sinistra     |
| 2023 | Bojana Petrović         | Montenegro         | Terzino sinistro |
| 2023 | Narcisa Lecușanu        | Romania            | Terzino sinistro |
| 2023 | Ausra Fridikas          | Lituania Austria   | Terzino sinistro |
| 2023 | Anita Görbicz           | Ungheria           | Centrale         |
| 2023 | Camilla Andersen        | Danimarca          | Centrale         |
| 2023 | Nodjialem Myaro         | Francia            | Centrale         |
| 2023 | Irina Poltoratskaya     | Russia             | Centrale         |
| 2023 | Gro Hammersing-Edin     | Norvegia           | Centrale         |
| 2023 | Grit Jurack             | Germania           | Terzino destro   |
| 2023 | Katarina Bulatović      | Montenegro         | Terzino destro   |
| 2023 | Mette Vestergaard       | Danimarca          | Terzino destro   |
| 2023 | Cristina Vărzaru        | Romania            | Ala destra       |
| 2023 | Iris Morhammer          | Austria            | Ala destra       |
| 2023 | Linn-Kristin Riegelhuth | Norvegia           | Ala destra       |
| 2023 | Heidi Løke              | Norvegia           | Pivot            |
| 2023 | Liudmila Bodnieva       | Russia             | Pivot            |
| 2023 | Begoña Fernández        | Spagna             | Pivot            |
| 2023 | Valérie Nicolas         | Francia            | Portiere         |
| 2023 | Jelena Grubišić         | Croazia            | Portiere         |
| 2023 | Cecilie Leganger        | Norvegia           | Portiere         |
| 2023 | Katalin Palinger        | Ungheria           | Portiere         |
| 2023 | Anja Althaus            | Germania           | Pivot            |
| 2023 | Eduarda Amorim          | Brasile            | Terzino sinistro |
| 2023 | Linnea Torstensson      | Svezia             | Pivot            |
| 2023 | Stéphanie Cano          | Francia            | Ala destra       |
| 2023 | Johanna Ahlm            | Svezia             | Centrale         |
| 2024 | Luminița Hutupan-Dinu   | Romania            | Portiere         |
| 2024 | Carmen Amariei          | Romania            | Terzino sinistro |
| 2024 | Anja Andersen           | Danimarca          | Terzino sinistro |
| 2024 | Mia Hermansson-Högdahl  | Svezia             | Centrale         |
| 2024 | Stine Oftedal Dahmke    | Norvegia           | Centrale         |
| 2024 | Indira Kastratović      | Macedonia del Nord | Terzino destro   |
| 2024 | Marta Mangué            | Spagna             | Terzino destro   |

### Giocatori
| Anno | Nome                    | Nazione                    | Ruolo            |
| ---- | ----------------------- | -------------------------- | ---------------- |
| 2023 | Guðjón Valur Sigurðsson | Islanda                    | Ala sinistra     |
| 2023 | Michaël Guigou          | Francia                    | Ala sinistra     |
| 2023 | Nikolaj Jacobsen        | Danimarca                  | Ala sinistra     |
| 2023 | Xavier O'Callaghan      | Spagna                     | Ala sinistra     |
| 2023 | Stefan Kretzschmar      | Germania                   | Terzino sinistro |
| 2023 | Daniel Narcisse         | Francia                    | Centrale         |
| 2023 | Sjargej Rutenka         | Bielorussia                | Terzino sinistro |
| 2023 | Momir Ilić              | Serbia                     | Terzino sinistro |
| 2023 | Filip Jícha             | Rep. Ceca                  | Terzino sinistro |
| 2023 | Jackson Richardson      | Francia                    | Centrale         |
| 2023 | Ivano Balić             | Croazia                    | Centrale         |
| 2023 | Enric Masip             | Spagna                     | Centrale         |
| 2023 | Talant Dujšebaev        | Russia Spagna              | Centrale         |
| 2023 | Stefan Lövgren          | Svezia                     | Centrale         |
| 2023 | Kiril Lazarov           | Macedonia del Nord         | Terzino destro   |
| 2023 | Olafur Stefansson       | Svezia                     | Terzino destro   |
| 2023 | László Nagy             | Ungheria                   | Terzino destro   |
| 2023 | Víctor Tomás            | Spagna                     | Ala destra       |
| 2023 | Irfan Smajlagić         | Croazia                    | Ala destra       |
| 2023 | Lasse Svan Hansen       | Danimarca                  | Ala destra       |
| 2023 | Vid Kavtičnik           | Slovenia                   | Terzino destro   |
| 2023 | Magnus Wislander        | Svezia                     | Centrale         |
| 2023 | Dragan Škrbić           | Serbia e Montenegro Spagna | Pivot            |
| 2023 | Christian Schwarzer     | Germania                   | Pivot            |
| 2023 | Carlos Prieto           | Spagna                     | Pivot            |
| 2023 | Bjarte Myrhol           | Norvegia                   | Pivot            |
| 2023 | Thierry Omeyer          | Francia                    | Portiere         |
| 2023 | Tomas Svensson          | Svezia                     | Portiere         |
| 2023 | Arpad Šterbik           | Serbia e Montenegro Spagna | Portiere         |
| 2023 | Andrei Xepkin           | Ucraina Spagna             | Pivot            |
| 2023 | Ola Lindgren            | Svezia                     | Pivot            |
| 2023 | Didier Dinart           | Francia                    | Pivot            |
| 2024 | Andreas Thiel           | Germania                   | Portiere         |
| 2024 | Mats Olsson             | Germania                   | Portiere         |
| 2024 | Dejan Perić             | Serbia                     | Portiere         |
| 2024 | Gergő Iváncsik          | Ungheria                   | Ala sinistra     |
| 2024 | Nikola Karabatić        | Francia                    | Terzino sinistro |
| 2024 | Mikkel Hansen           | Danimarca                  | Terzino sinistro |
| 2024 | Ljubomir Vranjes        | Svezia                     | Centrale         |
| 2024 | Andy Schmid             | Svizzera                   | Centrale         |
| 2024 | Volker Zerbe            | Germania                   | Terzino destro   |
| 2024 | Staffan Olsson          | Svezia                     | Terzino destro   |
| 2024 | Luc Abalo               | Francia                    | Ala destra       |
| 2024 | Ivan Čupić              | Croazia                    | Ala destra       |
| 2024 | Igor Vori               | Croazia                    | Pivot            |
| 2024 | Viran Morros            | Spagna                     | Terzino sinistro |